# Helixanthera maxwelliana
Helixanthera maxwelliana är en tvåhjärtbladig växtart som först beskrevs av Lilian Suzette Gibbs, och fick sitt nu gällande namn av Danser. Helixanthera maxwelliana ingår i släktet Helixanthera och familjen Loranthaceae. Inga underarter finns listade i Catalogue of Life.